# Verninge Sogn
Verninge Sogn ist eine Kirchspielsgemeinde (dän.: Sogn)
auf der Insel Fyn (dt.: Fünen)
im südlichen Dänemark. Bis 1970 gehörte sie zur Harde Odense Herred im damaligen Odense Amt, danach zur Tommerup Kommune im
Fyns Amt, die im Zuge der  Kommunalreform zum 1. Januar 2007 in der
Assens Kommune in der Region Syddanmark aufgegangen ist.
Im Kirchspiel leben 1667 Einwohner, davon 769 im Kirchdorf (Stand: 1. Januar 2023).
Im Kirchspiel liegt die Kirche „Verninge Kirke“.
Nachbargemeinden sind  im Südwesten Køng Sogn, im Westen Ørsted Sogn, im Nordwesten Orte Sogn und im Norden Tommerup Sogn und Brylle Sogn, ferner in der östlich benachbarten Odense Kommune Bellinge Sogn und Fangel Sogn und in der südlich gelegenen Faaborg-Midtfyn Kommune Nørre Broby Sogn.